# 林立青 (作家)
林立青（1985年8月24日—），本名林亞靖，為工地監工與作家以及公司創辦人。

## 概要其在臉書貼文的
林立青從東南科技大學土木系畢業後，開始了工地監工的工作，有感於工地奔波中所認識的工人們以及所見所聞，期間於下班時開始了用文字記錄，整理每日所思所想，陸續發表於社群平台。在2017年時將累積的文字整理後，《做工的人》一書出版了。這本書的題材收到廣大的迴響及報導機會，林立青不只一次表示將會繼續出書前的生活，白天繼續監工的工作，持續關心及書寫出工人生活。
因為長期關注勞動者以及無家者的生活，林立青轉換方向，開始試著從現實面著手，培訓無家者習得謀生技能，經過不斷試錯，找出以清潔為主軸的工作，於2022年成立公司從萬華出發，協助無家者憑藉一己之力謀生，藉此重新返回及參與社會。

## 作品
- 《做工的人》（寶瓶文化，2017）
- 《如此人生》（寶瓶文化，2018）[10]

## 外部連結
- 林立青的Facebook專頁